# الضريسات (البلقاء)
الضريسات منطقة سكنية تقع في لواء قصبة السلط، محافظة البلقاء في الأردن. تنتمي المنطقة لقضاء العارضة الذي يضم 14 منطقة. يقدر عدد سكانها بـ 97 نسمة حسب إحصاء 2015.

## الوصلات الخارجية
- دائرة الاحصاءات العامة